# Quick-and-dirty
Une solution quick-and-dirty (anglicisme signifiant littéralement « rapide et sale » qu’on peut traduire par « vite fait mal fait ») est, en informatique et en biologie, une stratégie ou un protocole élaboré avec peu de soin, mais présentant l’avantage d’être une façon rapide de résoudre un problème particulier.

## En informatique
Une solution quick-and-dirty est une solution brute ou une programmation imparfaite, inélégante ou parfois inadéquate qui sert à résoudre ou à masquer les problèmes mais qui est généralement plus rapide et plus facile à mettre en œuvre que la solution appropriée. Ces solutions quick-and-dirty ont le plus souvent pour but de contourner les problèmes plutôt que de résoudre la cause séminale de celui-ci.
Cette approche peut aussi être utilisée à des fins de prototypage ou de faisabilité d'une application à développer.
Le tout premier système d'exploitation de Microsoft, MS-DOS, a été acheté à Seattle Computer Products en 1981. Son nom initial était Q-DOS  "Quick and Dirty Operating System".

## En biologie
Typiquement une approche méthodologique quick-and-dirty est utilisée en biologie pour vérifier de manière préalable et rapide une hypothèse de travail ou un prérequis à une expérience plus longue, délicate, ou onéreuse qui sera réalisée ultérieurement. Cette manipulation préliminaire recherche avant tout un gain de temps et de moyen, par exemple pour réaliser au plus vite un pré-screening, avoir un résultat dans la journée là où une manipulation soignée et propre demanderait plusieurs jours de travail. Les temps d’incubation des protocoles sont alors minimisés, les réactifs économisés, et le résultat final considéré comme peu important dans sa forme (mais pas dans son fond ou son sens) ou extrêmement préliminaire.